# Nagykőrösi pusztai tölgyesek
Nagykőrösi pusztai tölgyesek este o arie protejată (arie specială de conservare — SAC, sit de importanță comunitară — SCI) din Ungaria întinsă pe o suprafață de 3.302,06 ha, integral pe uscat.

## Localizare
Centrul sitului Nagykőrösi pusztai tölgyesek este situat la coordonatele 47°02′40″N 19°42′36″E / 47.044444°N 19.71°E.

## Înființare
Situl Nagykőrösi pusztai tölgyesek a fost declarat sit de importanță comunitară în mai 2004 pentru a proteja 3 specii de plante și 9 specii de animale. Situl a fost protejat și ca arie specială de conservare în februarie 2010.

## Biodiversitate
Situată în ecoregiunea panonică, aria protejată conține 5 habitate naturale: Pajiști cu Molinia pe soluri calcaroase, turboase sau argilos-nămoloase (Molinion caeruleae), Stepe panonice nisipoase, Mlaștini alcaline, Păduri stepice euro-siberiene cu Quercus spp., Pajiști aluvionare inundabile, de Cnidion dubii.
La baza desemnării sitului se află mai multe specii protejate:
- plante (3): Colchicum arenarium, Dianthus diutinus, Iris humilis subsp. arenaria
- mamifere (5): liliac cârn (Barbastella barbastellus), liliac cu urechi mari (Myotis bechsteinii), liliac cu urechi de șoarece (Myotis blythii), liliac cărămiziu (Myotis emarginatus), liliac comun (Myotis myotis)
- nevertebrate (4): Bolbelasmus unicornis, croitorul mare al stejarului (Cerambyx cerdo), Cucujus cinnaberinus, fluturele purpuriu (Lycaena dispar)

Pe lângă speciile protejate, pe teritoriul sitului au mai fost identificate 5 specii de plante, 3 specii de amfibieni, 1 specie de nevertebrate, 1 specie de reptile.